# Bahnstrecke Hannover–Celle
| Metronom im Bahnhof Celle | |                                                         |                                                         |
| Streckenverlauf | |                                                         |                                                         |
| Streckennummer (DB): | 1710 |                                                         |                                                         |
| Kursbuchstrecke (DB): | 110 |                                                         |                                                         |
| Kursbuchstrecke: | 191e (Langenhagen (Han) – Hannover Hbf) 188, 191a, 193 (Hannover-Hainholz – Hannover Hbf) jeweils 1934 211 (Gesamt) 211c, 211g (Langenhagen (Han) – Hannover Hbf) 211d, 211e, 214, 215 (Hannover-Hainholz – Hannover Hbf) jeweils 1946 |                                                         |                                                         |
| Spurweite: | 1435 mm (Normalspur) |                                                         |                                                         |
| Streckenklasse: | D4 |                                                         |                                                         |
| Stromsystem: | 15 kV 16,7 Hz ~ |                                                         |                                                         |
| Streckengeschwindigkeit: | 200 km/h |                                                         |                                                         |
| Zugbeeinflussung: | PZB, LZB |                                                         |                                                         |
| Zweigleisigkeit: | durchgehend |                                                         |                                                         |
| | |                                                         |                                                         |
| \| \| \| von Cuxhaven \| \| \| \| \| von Soltau und von Wittingen \| \| \| \| 40,816 \| Celle \| Celle \| \| \| 39,641 \| Celle Gbf \| Celle Gbf \| \| \| \| nach Wahnebergen \| \| \| \| \| nach Gifhorn Stadt \| \| \| \| \| nach Braunschweig-Gliesmarode \| \| \| \| \| nach Lehrte \| \| \| \| 33,700 \| Dasselsbruch \| Dasselsbruch \| \| \| 31,146 \| Burgwedel Hasenwechsel \| Burgwedel Hasenwechsel \| \| \| 28,700 \| Neubaustrecke Hannover–Hamburg (geplant; höhenfrei) \| Neubaustrecke Hannover–Hamburg (geplant; höhenfrei) \| \| \| 27,700 \| Moor (bis 1964) \| Moor (bis 1964) \| \| \| 21,916 \| Großburgwedel \| Großburgwedel \| \| \| \| A 7 \| \| \| \| 17,650 \| Isernhagen \| Isernhagen \| \| \| \| von Walsrode \| \| \| \| \| von Hannover Flughafen \| \| \| \| 11,400 \| Langenhagen Pferdemarkt \| Langenhagen Pferdemarkt \| \| \| 9,900 \| Langenhagen Mitte \| Langenhagen Mitte \| \| \| \| B 522 \| \| \| \| \| A 2 \| \| \| \| 8,540 \| Hannover-Vinnhorst \| Hannover-Vinnhorst \| \| \| \| Mittellandkanal \| \| \| \| \| \| \| \| \| \| Hannover-Ledeburg (Abzw) ab hier 3. Gleis nach Hainholz \| \| \| \| \| \| \| \| \| \| Hannover-Ledeburg \| \| \| \| 4,610 \| Hannover-Herrenhausen \| Hannover-Herrenhausen \| \| \| \| von Minden \| \| \| \| \| von Seelze (S-Bahn) \| \| \| \| \| Hannover Nordstadt (Bft) \| \| \| \| \| von Seelze Rbf Ost \| \| \| \| 3,190 \| Hannover Burg (Bft) \| Hannover Burg (Bft) \| \| \| 2,640 \| Hannover-Hainholz (Bft) \| Hannover-Hainholz (Bft) \| \| \| 0,000 \| Hannover Hbf \| Hannover Hbf \| \| \| \| nach Braunschweig \| \| \| \| \| nach Altenbeken \| \| \| \| \| nach Göttingen und nach Würzburg \| \| \| \| \| \| \| \| Quellen: [1][2][3] \| \| \| \| | |                                                         |                                                         |
| Strecke | | von Cuxhaven                                            | von Cuxhaven                                            |
| Strecke · Strecke von links | | von Soltau und von Wittingen                            | von Soltau und von Wittingen                            |
| Bahnhof · Bahnhof | 40,816 | Celle                                                   | Celle                                                   |
| Dienststation / Betriebs- oder Güterbahnhof · Dienststation / Betriebs- oder Güterbahnhof | 39,641 | Celle Gbf                                               | Celle Gbf                                               |
| Abzweig geradeaus und ehemals nach rechts · Strecke | | nach Wahnebergen                                        | nach Wahnebergen                                        |
| Strecke · Abzweig geradeaus und ehemals nach links | | nach Gifhorn Stadt                                      | nach Gifhorn Stadt                                      |
| Strecke · Abzweig geradeaus und ehemals nach links | | nach Braunschweig-Gliesmarode                           | nach Braunschweig-Gliesmarode                           |
| Strecke · Strecke nach links | | nach Lehrte                                             | nach Lehrte                                             |
| ehemaliger Bahnhof | 33,700 | Dasselsbruch                                            | Dasselsbruch                                            |
| Überleitstelle / Spurwechsel | 31,146 | Burgwedel Hasenwechsel                                  | Burgwedel Hasenwechsel                                  |
| Abzweig geradeaus und ehemals von rechts | 28,700 | Neubaustrecke Hannover–Hamburg (geplant; höhenfrei)     | Neubaustrecke Hannover–Hamburg (geplant; höhenfrei)     |
| ehemaliger Bahnhof | 27,700 | Moor (bis 1964)                                         | Moor (bis 1964)                                         |
| Haltepunkt / Haltestelle | 21,916 | Großburgwedel                                           | Großburgwedel                                           |
| Brücke | | A 7                                                     | A 7                                                     |
| Bahnhof | 17,650 | Isernhagen                                              | Isernhagen                                              |
| Strecke von rechts · Strecke | | von Walsrode                                            | von Walsrode                                            |
| Abzweig geradeaus und von rechts · Strecke | | von Hannover Flughafen                                  | von Hannover Flughafen                                  |
| Bahnhof · Dienststation / Betriebs- oder Güterbahnhof | 11,400 | Langenhagen Pferdemarkt                                 | Langenhagen Pferdemarkt                                 |
| Haltepunkt / Haltestelle · Haltepunkt / Haltestelle | 9,900 | Langenhagen Mitte                                       | Langenhagen Mitte                                       |
| Brücke · Brücke | | B 522                                                   | B 522                                                   |
| Brücke · Brücke | | A 2                                                     | A 2                                                     |
| Bahnhof · Dienststation / Betriebs- oder Güterbahnhof | 8,540 | Hannover-Vinnhorst                                      | Hannover-Vinnhorst                                      |
| Brücke über Wasserlauf · Brücke über Wasserlauf | | Mittellandkanal                                         | Mittellandkanal                                         |
| | |                                                         |                                                         |
| Blockstelle · Strecke | | Hannover-Ledeburg (Abzw) ab hier 3. Gleis nach Hainholz | Hannover-Ledeburg (Abzw) ab hier 3. Gleis nach Hainholz |
| | |                                                         |                                                         |
| Haltepunkt / Haltestelle · Strecke | | Hannover-Ledeburg                                       | Hannover-Ledeburg                                       |
| Strecke · ehemaliger Haltepunkt / Haltestelle | 4,610 | Hannover-Herrenhausen                                   | Hannover-Herrenhausen                                   |
| Kreuzung geradeaus unten · Kreuzung geradeaus unten · Strecke von rechts | | von Minden                                              | von Minden                                              |
| Abzweig geradeaus und von rechts · Strecke · Strecke | | von Seelze (S-Bahn)                                     | von Seelze (S-Bahn)                                     |
| Bahnhof · Strecke · Strecke | | Hannover Nordstadt (Bft)                                | Hannover Nordstadt (Bft)                                |
| Abzweig geradeaus und von rechts · Strecke · Strecke | | von Seelze Rbf Ost                                      | von Seelze Rbf Ost                                      |
| Strecke | 3,190 | Hannover Burg (Bft)                                     | Hannover Burg (Bft)                                     |
| Dienststation / Betriebs- oder Güterbahnhof · ehemaliger Haltepunkt / Haltestelle · ehemaliger Haltepunkt / Haltestelle | 2,640 | Hannover-Hainholz (Bft)                                 | Hannover-Hainholz (Bft)                                 |
| Bahnhof · Bahnhof · Bahnhof | 0,000 | Hannover Hbf                                            | Hannover Hbf                                            |
| Strecke · Strecke · Strecke nach links | | nach Braunschweig                                       | nach Braunschweig                                       |
| Strecke · Strecke | | nach Altenbeken                                         | nach Altenbeken                                         |
| Strecke | | nach Göttingen und nach Würzburg                        | nach Göttingen und nach Würzburg                        |
| | |                                                         |                                                         |
| Quellen: | |                                                         |                                                         |

Die Bahnstrecke Hannover–Celle ist eine Eisenbahnstrecke in Niedersachsen. Der Abschnitt Langenhagen–Celle wurde als sogenannte Hasenbahn zur Einführung der Bahnstrecke Lehrte–Hamburg-Harburg aus westlicher Seite in den Knoten Hannover gebaut. Zwischen Langenhagen und Hannover verläuft die Strecke parallel zur Bahnstrecke Hannover–Bremervörde, die auf diesem Abschnitt hauptsächlich von der S-Bahn Hannover genutzt wird.

## Geschichte

### Ausgangssituation
Die 1847 eröffnete Bahnstrecke Lehrte–Hamburg-Harburg diente als wichtige Nord-Süd-Verbindung. Anstatt jedoch direkt nach Hannover zu führen, endet die Strecke in Lehrte, etwa 10 Kilometer östlich von Hannover, und läuft dort von Westen aus in den Bahnhof. Um über die Bahnstrecke Hannover–Braunschweig nach Hannover zu gelangen, war ein Richtungswechsel in Lehrte notwendig. Zwar wurde 1906 eine Verbindungskurve in Lehrte gebaut, ein Richtungswechsel in Hannover Hbf zur Weiterfahrt nach Süden über die Bahnstrecke Hannover–Kassel war jedoch weiterhin notwendig.

### Bau
1913 war mit dem Bau einer Verbindung von Celle nach Langenhagen begonnen worden. Von dort konnte die Bahnstrecke Hannover–Bremervörde genutzt werden, über die der Hauptbahnhof Hannover aus nordwestlicher Richtung erreicht wird, sodass Züge in Nord-Süd-Richtung ohne Richtungswechsel nach Göttingen weiterfahren konnten. Durch den Ersten Weltkrieg wurde der Bau aber eingestellt und danach fehlte erst einmal das Geld für den Weiterbau. So waren auf dem fertig gestellten Stück nur Vierbeiner anzutreffen, was zum Spitznamen „Hasenbahn“ führte.

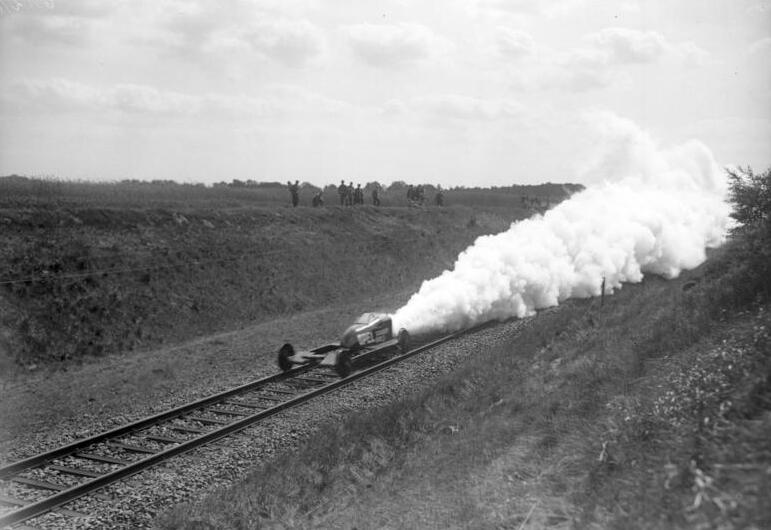
Raketenwagen bei Burgwedel, 1928

Die Strecke zwischen Langenhagen und Großburgwedel wurde ab 1927 für Schnellfahrversuche freigegeben. Am 23. Juni 1928 erzielte der von Fritz von Opel und Friedrich Wilhelm Sander erbaute Raketenwagen RAK 3 eine Höchstgeschwindigkeit von 254 km/h. 1930 gab es Versuchsfahrten des Schienenzeppelins von Franz Kruckenberg auf der Strecke.
Erst am 15. Mai 1938 wurde die Strecke für den durchgehenden Verkehr eröffnet. Seitdem konnten Personenzüge von Hamburg nach Süddeutschland ohne den Umweg über Lehrte und Kopfmachen in Hannover verkehren. Allerdings war diese Strecke erst seit 2. November 1964 zweigleisig befahrbar, so dass bis dahin weiterhin viele Personenzüge über Lehrte bzw. an Lehrte vorbeifuhren.
Seit dem 6. April 1965 ist die Strecke durchgängig elektrifiziert.

### Streckenausbau und Neubaustrecken
Um 1970 fanden auf der Strecke umfangreiche Versuchsfahrten statt, mit denen die Bedingungen für regelmäßigen Zugverkehr mit 200 km/h erforscht werden sollten. Als erster Ausbauabschnitt für 200 km/h ging der 78,4 Kilometer lange Abschnitt zwischen Langenhagen und Celle und weiter nach Uelzen zwischen 1978 und 1984 abschnittsweise in Betrieb.
Die nicht realisierte Y-Trasse Hamburg/Bremen–Hannover hätte bei Isernhagen von der Strecke Hannover–Celle abzweigen sollen.
Der Ausbau der Strecke zwischen Hannover-Vinnhorst und Celle für eine Höchstgeschwindigkeit von 230 km/h ist Teil des Projekts Optimiertes Alpha-E + Bremen, das im vordringlichen Bedarf des Bundesverkehrswegeplans 2030 enthalten ist.

### S-Bahn Hannover
Im Zuge der Vorbereitungen zur Expo 2000 wurden zwischen Hannover Hauptbahnhof und Langenhagen (heute Pferdemarkt) zwei neue S-Bahn-Gleise gebaut. Der Haltepunkt Hannover-Herrenhausen wurde aufgegeben und am 10. November 1997 durch den S-Bahn-Haltepunkt Hannover-Ledeburg ersetzt. Der Haltepunkt Langenhagen-Mitte für die S-Bahn und die Ferngleise entstand neu.

### Ausblick
Ein im August 2021 veröffentlichter Entwurf für die Infrastrukturliste zum 3. Gutachterentwurfs des Deutschlandtakts enthält bei Hannover-Burg eine eingleisige Verbindungskurve zur Strecke Richtung Bielefeld. Dafür sind, zum Preisstand von 2015, Kosten von 209 Millionen Euro geplant.

## Streckenverlauf
Hannover Hauptbahnhof in der Leineniederung wird zusammen mit der Bahnstrecke Hannover–Minden nordwestwärts verlassen, ehe bei Herrenhausen-Stöcken die Strecke nordostwärts abzweigt und geradlinig über Langenhagen und Großburgwedel die Hannoversche Moorgeest sowie die Aller-Talsandebene bis Celle durchquert.

## Betrieb
Auf der gesamten durchgehend zweigleisigen, elektrifizierten Strecke verkehren Intercity-Express-, Intercity- und Metronom-Züge. Zwischen Langenhagen Pferdemarkt und Hannover verkehren S-Bahnen auf der parallel laufenden Bahnstrecke Hannover–Walsrode. Zwischen Großburgwedel und Hannover gilt der Tarif des GVH, der Landkreis Celle ist über einen speziellen Zeitkartentarif mit dem GVH verbunden.

## Unfälle
- Am 23. Juli 1947 begegneten sich auf freier Strecke der P 782 und der Sgb 5509. Der Verschluss einer Tür eines in dem Güterzug mitlaufenden Kühlwagens war defekt und diese stand dadurch offen. Den damaligen Gegebenheiten entsprechend fuhren viele Reisende des Personenzuges auf den Trittbrettern der Personenwagen mit. Die offenstehende Tür des Güterwagens riss eine Anzahl dieser Reisenden vom Zug. 11 Menschen starben, weitere 12 wurden verletzt.[10]
- Am 5. Juni 1970 verunglückte in Celle im Bereich des südlichen Bahnhofsvorfeldes vor der Bahnüberführung der Tangente, der D 47 „Konsul“ bei einer Geschwindigkeit von 155 km/h. Fünf Tote und 40 Verletzte waren die Folge. Die Ursache war unsachgemäße Gleisreparatur.[11]